# Éric Rabésandratana
Éric Rabésandratana (Épinay-sur-Seine, 18 september 1972) is een voormalig Frans voetballer, afkomstig uit Madagaskar. Rabésandratana is een verdediger. Hij doorliep de nationale jeugdploegen van Frankrijk, maar haalde nooit een A-cap. Hij won één keer de Coupe de France, en één keer de Coupe de la Ligue, beide met Paris Saint-Germain. Rabésandratana maakte in maart 2007 bekend beschikbaar te zijn voor de nationale ploeg van Madagaskar.

## Statistieken
| Seizoen | Club                | Land        | Competitie    | Wedstrijden | Doelpunten |
| ------- | ------------------- | ----------- | ------------- | ----------- | ---------- |
| 1990/97 | AS Nancy-Lorraine   | Frankrijk   | Ligue 1       | -           | -          |
| 1997/00 | Paris Saint-Germain | Frankrijk   | Ligue 1       | -           | -          |
| 2001/02 | AEK Athene          | Griekenland | Alpha Ethniki | -           | -          |
| 2002/04 | LB Châteauroux      | Frankrijk   | Ligue 2       | -           | -          |
| 2004/07 | RAEC Mons           | België      | Eerste klasse | -           | -          |